# Jacques Duquesne
Jacques Duquesne (Marcinelle, 20 aprile 1940 – Marcinelle, 8 dicembre 2023) è stato un calciatore belga, di ruolo portiere.